# Motorvejskryds i Danmark
Motorvejskryds i Danmark skaber forbindelse mellem Danmarks motorveje. De danske motorvejskryds blev navngivet i 2005 af Vejregelrådet, bl.a. for at redningsfolk skal kunne finde frem til et ulykkessted. Før navngivningen havde alle frakørsler til det øvrige vejnet en betegnelse i form af et frakørselsnummer, men frakørsler til andre motorveje havde ikke nogen officiel betegnelse. . Betegnelsen bruges således både ved motorvejsforgreninger, og når to motorveje krydser hinanden.

## Kløverbladsanlæg
Når to motorveje krydses kan der bygge et kløverbladsanlæg, hvor kløverbladene skaber forbindelse for trafikken der skal i retning mod venstre. Flere danske kløverbladsanlæg er bygget uden alle fire kløverblade.

### Motorvejskryds Aarhus Vest
Danmarks første fuldendte kløverbladsanlæg med fire kløverblade er Motorvejskryds Aarhus Vest, som ligger vest for Aarhus. Motorvejskrydset forbinder Østjyske Motorvej (E45) med Herningmotorvejen (Primærrute 15).

### Motorvejskryds Odense
Motorvejskryds Odense ligger sydøst for Odense og forbinder Fynske Motorvej (E20) med Svendborgmotorvejen (Primærrute 9). Det udgør Fynske Motorvejs frakørsel 49 (Odense SØ). Motorvejskrydset er Danmarks andet og foreløbigt seneste fuldendte kløverbladsanlæg.

### Motorvejskryds Herning
Motorvejskryds Herning skaber forbindelse mellem Herningmotorvejen og Midtjyske Motorvej. Motorvejskrydet åbnede i forbindelse med åbningen af strækningen på den Midtjyske Motorvej ved Herning mellem Gjellerup Lund og Høgild i 2006.
Det er ikke et fuldendt kløverbladsanlæg, da der ikke er forbindelse fra nord ad Midtjyske Motorvej mod vest ad Herningmotorvejen og omvendt.

### Motorvejskryds Brøndby
Forbindelsen mellem Holbækmotorvejen og Motorring 3 er lavet i Motorvejskryds Brøndby. Der er ikke lavet forbindelse for trafikken mellem den østlige del af Holbækmotorvejen og den sydlige del af Motorring 3. Disse to manglende forbindelser gør, at der er plads til, at forbindelsen for den østgående trafik fra Holbækmotorvejen, der skal mod nord ad Motorring 3, kan bygges som en bue med stor radius frem for i et kløverblad. Der bliver dermed tale om et kløverbladsanlæg med kun to kløverblade.

### Motorvejskryds Gladsaxe
Forbindelsen mellem Hillerødmotorvejen og Motorring 3 er også skabt i et kløverbladsanlæg med kun to kløverblade. I Motorvejskryds Gladsaxe er der således ikke forbindelse mellem den sydøstlige del af Hillerødmotorvejen og den sydlige del af Motorring 3. Herudover er forbindelsen for trafikken sydvestgående trafik fra Hillerødmotorvejen, der skal mod nord ad Motorring 3 ikke lavet med en kløverblad, men med forbindelse med større radius over Hillerødmotorvejen.

### Motorvejskryds Ballerup
Forbindelsen mellem Frederikssundmotorvejen (primærrute 17) og Motorring 4 O4.

## Trompetkryds
Når en motorvej mødes med en anden i et T-kryds, og der skal være forbindelse i alle retninger, kan det udformes som et trompetkryds.

### Motorvejskryds Herning Syd
Motorvejskryds Herning Syd ligger syd for Motorvejskryds Herning og forbinder Messemotorvejen til Messecenter Herning med Midtjyske Motorvej.
Motorvejskrydset er et såkaldt højrevendt trompetkryds, hvor der er både venstre- og højrevendte afkørelser, som går både mod Messecenter Herning og Ringkøbing, og fra Messecenteret mod Herning, Holstebro og mod Vejle-Billund.

### Motorvejskryds Aarhus Nord
Motorvejskryds Aarhus Nord er et motorvejskryds i det nordlige Aarhus. Motorvejskrydset forbinder Djurslandmotorvejen med Østjyske Motorvej og Nordjyske Motorvej.
Skødstrup- Skejby blev færdigt i efteråret 2008, mens det sidste stykke til E45 blev færdigt i efteråret 2010. Efter åbningen i 2010 kan man køre næsten til Aarhus Lufthavn på udelukkende højklassevej.

### Motorvejskryds Kliplev
Motorvejskryds Kliplev er et venstrevendt trompetkryds, der forbinder Sønderborgmotorvejen og Sønderjyske Motorvej.
Den forbinder Sønderborgområdet og Sønderborg Lufthavn med resten af Europa.

### Motorvejskryds Avedøre
Motorvejskryds Avedøre fungerer som endepunkt for Amagermotorvejen (E20), Motorring 3 (E47/E55) og Køge Bugt-Motorvejen (alle tre ruter). Det er et symmetrisk udformet højrevendt trompetkryds, hvor sløjfen fører trafik fra Køge Bugt-Motorvejen til Motorring 3.

## Malteserkryds
Når der er behov for stor kapacitet i forbindelserne mellem de motorveje, der mødes, kan et malteserkryds benyttes. Ulempen er, at det kræver mange broer.

### Motorvejskryds Vallensbæk
Holbækmotorvejen og Motorring 4 mødes i Motorvejskryds Vallensbæk, og der er forbindelse mellem de to motorveje for trafik i alle retningerne. Dette er løst i et Malteser T-kryds med tre broer. 

## Komplekse motorvejskryds
Ved mange danske motorvejskryds er der ikke kun forbindelse til en anden motorvej, men også til det øvrige vejnet.

### Motorvejskryds Taastrup
Forbindelsen mellem Holbækmotorvejen og Motorring 4 sker i Motorvejskryds Taastrup, der sådan set er et malteser T-kryds. Men der er samtidig flere forbindelser til Roskildevej i Klovtoftekrydset, som er integreret i motorvejskrydset.

### Motorvejskryds Kgs. Lyngby
Tre motorveje mødes i ved Kgs. Lyngby. I Motorvejskryds Kgs. Lyngby er der således forbindelser mellem både Lyngbymotorvejen, Motorring 3 og Helsingørmotorvejen. Herudover er der forbindelse til flere mindre veje herunder bl.a. Jægersborgvej. Forbindelserne fra Helsingørmotorvejen nordgående og Lyngbymotorvejen sydgående til Motorring 3 sydgående, samt forbindelsen mellem Motorring 3 nordgående og Helsingørmotorvejen sydgående kan ikke foretages uden at forlade motorvejen. En ny rampe mellem Helsingørmotorvejen nordgående og Motorring 3 sydgående blev vedtaget i Folketinget.  og forventes ibrugtaget i 2013.

### Motorvejskryds Rødovre
Motorvejskryds Rødovre er et motorvejskryds mellem Motorring 3 (E47) / (E55) og Frederikssundmotorvejen. Der er også forbindelse til Jyllingevej. Anlægget af motorvejskrydset forsinkede udvidelsen af Motorring 3 fra 4 til 6 spor, der først var færdig i 2011. Krydset var færdigt i 2012.

### Motorvejskryds Vendsyssel
Nord for Aalborg flettes den sydgående trafik fra Hirtshalsmotorvejen ind i Frederikshavnmotorvejen. I motorvejskrydset er der samtidig forbindelse til Primærrute 11.

### Motorvejskryds Kolding Vest
Esbjergmotorvejen har forbindelse til Sønderjyske Motorvej i Motorvejskryds Kolding Vest, som også har forbindelse til rundkørslen for enden af Ny Esbjergvej.

## Motorvejsforgreninger
To motorveje, der mødes og fortsætter i en kaldes en motorvejsforgrening. De adskiller sig fra et T-kryds ved, at der ikke er forbindelse mellem de to motorveje, der mødes. I forhold til andre motorvejskryds er de simple.
- Motorvejskryds Aarhus Syd (Trafik fra Aarhus Syd Motorvejen flettes ind i Østjyske Motorvej).
- Motorvejskryds Skærup (Trafik fra Sønderjyske Motorvej flettes ind i Østjyske Motorvej).
- Motorvejskryds Kolding (Trafik fra Taulovmotorvejen flettes ind i Sønderjyske Motorvej).
- Motorvejskryds Fredericia (Trafik fra Taulovmotorvejen flettes ind i Østjyske Motorvej).
- Motorvejskryds Køge Vest (Trafik fra Sydmotorvejen og fra Vestmotorvejen flettes sammen og fortsætter på Køge Bugt Motorvejen).
- Motorvejskryds Ishøj (Trafik fra Motorring 4 flettes ind i Køge Bugt Motorvejen).
- Motorvejskryds Holbæk (Trafik fra Kalundborgmotorvejen flettes ind i Holbækmotorvejen).
- Motorvejskryds Vejle (Trafik fra Midtjyske Motorvej flettes ind i Østjyske Motorvej).

## Kommende motorvejskryds

### Motorvejskryds Næstved
Der vil forbinde den kommende Næstvedmotorvejen  (primærrute 54) og Sydmotorvejen E47/E55. (planlagt) (2031)

### Motorvejskryds Herning Nord
Der vil forbinde Messemotorvejen (sekundærrute 502), Holstebromotorvejen (primærrute 18) og Midtjyske Motorvej (primærrute 18) (2031)

### Motorvejskryds Give
Der vil forbinde den kommende Midtjysk Motorvej (Hærvejsmotorvejen) (primærrute 30) og Midtjyske Motorvej (primærrute 18). (planlagt) (2031)

## Fodnoter
1. ↑  www.vejsektoren.dk, 28. oktober 2005 – Motorvejskryds navngivet
2. ↑  http://www.ft.dk/samling/20081/almdel/FIU/PGF/28/Bilag/10/709423.PDF

| Trafik | Spire Denne trafikartikel er en spire som bør udbygges. Du er velkommen til at hjælpe Wikipedia ved at udvide den. |